# Вілейська область
Вілейська область (біл. Вілейская вобласць, Вялейская вобласьць, рос. Вилейская область) — адміністративна одиниця на території Білоруської РСР, що існувала з 4 грудня 1939 року до 20 вересня 1944 р., коли Указом Президії Верховної ради СРСР перейменована в Молодечненську область (з перенесенням центру в місто Молодечно). Площа — 14,5 тис. км².
Утворена Указом Президії Верховної Ради СРСР від 4 грудня 1939 р. на території колишнього Віленського воєводства II Речі Посполитої після приєднання Західної Білорусі до БРСР. 4 квітня 1940 р. Верховна Рада СРСР затвердила створення області.
Адміністративний центр — місто Вілейка.

## Адміністративний поділ
Спочатку область ділилася на 7 повітів: Браславський, Дісненський, Молодеченський, Ошмянський, Поставський, Свенцянський та Вілейський.
У 1940 р. повіти були скасовані, а область розділена на 22 райони: Браславський, Відзський, Глибоцький, Годутішковський, Дісненський, Докшицький, Дуніловічський, Ільянський, Кривичський, Куренецький, Міорський, Молодечненський, Мядельський, Островецький, Ошмянський, Пліський, Поставський, Радошковічський, Свенцянський, Свірський, Сморгонський, Шарковщинський.
25 листопада 1940 року Годутішковський і Свенцянський райони були передані у склад Литовської РСР.